# Sitio de Padua (1509)
El sitio de Padua fue uno de los principales enfrentamientos en la Guerra de la Liga de Cambrai. 
El 17 de julio de 1509, fuerzas venecianas al mando de Andrea Gritti se apoderaron de la ciudad de Padua, ciudad en la que habían sido acuartelados algunos lansquenetes contratados por el emperador Maximiliano I. El emperador, cuyas fuerzas habían capturado la ciudad sólo unos meses antes, reclutó un ejército compuesto principalmente de mercenarios, e invadió el Véneto, en un intento de recuperar Padua. 
A principios de agosto de 1509, Maximiliano salió de Trento con un ejército de unos 35 000 hombres y se dirigió hacia el sur, en territorio veneciano; allí se le unieron los contingentes franceses y papales. Debido a la falta de caballos, y, en general, a la mala organización, el ejército no llegó a Padua hasta mediados de septiembre, lo que permitió a Niccolò di Pitigliano concentrar lo que quedaba del ejército de Venecia después de Agnadello, así como varias empresas de voluntarios de la ciudad de Venecia. 
El sitio comenzó el 15 de septiembre. Durante dos semanas, la artillería francesa e imperial bombardeó la ciudad, abriendo con éxito brechas en las murallas, pero los ataques fueron rechazados determinantemente por la resistencia veneciana cuando intentaron penetrar en la ciudad. El 30 de septiembre, Maximiliano, incapaz de pagar a sus mercenarios, levantó el asedio, dejando un pequeño destacamento en Italia bajo el duque de Anhalt, retirándose a Tirol con la parte principal de su ejército. La derrota fue una pérdida importante para Maximiliano, y el Sacro Imperio Romano no volvió a intentar otra invasión a Italia hasta 1516.